# Gare de Henvic - Carantec
 (avril 2022).
Si vous disposez d'ouvrages ou d'articles de référence ou si vous connaissez des sites web de qualité traitant du thème abordé ici, merci de compléter l'article en donnant les références utiles à sa vérifiabilité et en les liant à la section « Notes et références ».
La gare de Henvic - Carantec nommée également "halte de Kerrichard", est une gare ferroviaire fermée de la ligne de Morlaix à Roscoff. Elle est située sur la commune de Henvic, à proximité de Carantec, dans le département du Finistère, en région Bretagne.
Mise en service en 1883 par la compagnie des chemins de fer de l'Ouest, c'est une ancienne halte voyageurs de la Société nationale des chemins de fer français (SNCF), desservie jusqu'en 1981 par des trains de voyageurs, circulant entre Morlaix et Roscoff.

## Situation ferroviaire
Établie à 72 mètres d'altitude, la  gare de Henvic - Carantec est située au point kilométrique (PK) 10.962 de la ligne de Morlaix à Roscoff, entre les gares ouvertes de Morlaix et Roscoff.
Afin de la différencier avec la gare de Taulé - Henvic elle portait le nom d'Henvic - Carantec, car c'était la gare la plus proche de Carantec, station balnéaire touristique.